# Masato Nakamura
Masato Nakamura, född 1958, är en japansk kompositör mest känd för sitt arbete i Sonic the Headgehog där låten till banan Green Hill Zone sannolikt är hans mest kända.  I filmen Sonic the Headgehog 2 röstskådespelade han en av karaktärerna i den japanska versionen av filmen. Nakamura är även känd från J-Pop bandet Dreams Come True som bildades 1988 och som har sålt över 50 miljoner album.